# إيسماي (مونتانا)
إيسماي (بالإنجليزية: Ismay, Montana)‏ هي بلدة تقع في مقاطعة كستير، مونتانا بولاية مونتانا في الولايات المتحدة. تبلغ مساحتها 1.09 (كم²)، وترتفع عن سطح البحر 770 م، بلغ عدد سكانها 19 نسمة في عام 2010 حسب إحصاء مكتب تعداد الولايات المتحدة وتصل الكثافة السكانية فيها 17.5 نسمة/كم2.

## التركيبة السكانية
قام مكتب تعداد الولايات المتحدة بتحديد بيانات التركيبة السكانية لإيسماي في تعداد الولايات المتحدة. في ما يلي، التركيبة السكانية حسب تعدادي 2000 و2010.

### تعداد عام 2000
بلغ عدد سكان أيسلسبورو 603 نسمة بحسب تعداد عام 2000، وبلغ عدد الأسر 280 أسرة وعدد العائلات 176 عائلة مقيمة في البلدة. في حين سجلت الكثافة السكانية 42.3 نسمة لكل ميل مربع (16.3/كم2). وبلغ عدد الوحدات السكنية 741 وحدة بمتوسط كثافة قدره 52.0 نسمة لكل ميل مربع (20.1/كم2).
وتوزع التركيب العرقي للبلدة بنسبة 98.18% من البيض و 0.17% من الأمريكيين الأصليين و 0.17% من الأمريكيين ذوي الأصول الآسيوية و 0.17% من الأمريكيين الأفارقة و 0.83% من عرقين مختلطين أو أكثر.
بلغ عدد الأسر 280 أسرة كانت نسبة 25.0% منها لديها أطفال تحت سن الثامنة عشر تعيش معهم، وبلغت نسبة الأزواج القاطنين مع بعضهم البعض 53.2% من أصل المجموع الكلي للأسر، ونسبة 5.7% من الأسر كان لديها معيلات من الإناث دون وجود شريك، وكانت نسبة 36.8% من غير العائلات. تألفت نسبة 30.7% من أصل جميع الأسر من أفراد ونسبة 13.6% كانوا يعيش معهم شخص وحيد يبلغ من العمر 65 عاماً فما فوق. وبلغ متوسط حجم الأسرة المعيشية 2.69، أما متوسط حجم العائلات فبلغ 2.15.
بلغ العمر الوسطي للسكان 46 عاماً. وكانت نسبة 20.2% من القاطنين تحت سن الثامنة عشر، وكانت نسبة 3.3% بين الثامنة عشر والأربعة وعشرون عاماً، ونسبة 25.4% كانت واقعةً في الفئة العمرية ما بين الخامسة والعشرون حتى والأربعة وأربعون عاماً، ونسبة 31.2% كانت ما بين الخامسة والأربعون حتى الرابعة والستون، ونسبة 19.9% كانت ضمن فئة الخامسة والستون عاماً فما فوق. يوجد لكل 100 أنثى 97.1 ذكر، ويوجد لكل 100 أنثى في الثامنة عشر من عمرها فما فوق 97.1 ذكر.
بلغ متوسط دخل الأسرة في البلدة 39,643 دولار، أما متوسط دخل العائلة فبلغ 48,750 دولار. وكان متوسط دخل الذكور 35,000 دولار مقابل 24,750 دولار للإناث. وسجل دخل الفرد الخاص بالبلدة 25,653 دولار. وكانت نسبة 5.5% من العائلات ونسبة 7.2% من السكان تحت خط الفقر، وكان من هؤلاء نسبة 8.3% تحت سن الثامنة عشر ونسبة 9.7% في الخامسة والستين من العمر وما فوق.

### تعداد عام 2010
بلغ عدد سكان إيسماي 19 نسمة بحسب تعداد عام 2010، وبلغ عدد الأسر 9 أسرة وعدد العائلات 5 عائلة مقيمة في البلدة. في حين سجلت الكثافة السكانية 45.2 نسمة لكل ميل مربع (17.5/كم2). وبلغ عدد الوحدات السكنية 13 وحدة بمتوسط كثافة قدره 31.0 لكل ميل مربع (12.0/كم2).
وتوزع التركيب العرقي للبلدة بنسبة 100.0% من البيض.
بلغ عدد الأسر 9 أسرة كانت نسبة 33.3% منها لديها أطفال تحت سن الثامنة عشر تعيش معهم، وبلغت نسبة الأزواج القاطنين مع بعضهم البعض 55.6% من أصل المجموع الكلي للأسر، وكانت نسبة 44.4% من غير العائلات. تألفت نسبة 44.4% من أصل جميع الأسر من أفراد ونسبة 22.2% كانوا يعيش معهم شخص وحيد يبلغ من العمر 65 عاماً فما فوق. وبلغ متوسط حجم الأسرة المعيشية 3.00، أما متوسط حجم العائلات فبلغ 2.11.
بلغ العمر الوسطي للسكان 46.5 عاماً. وكانت نسبة 26.3% من القاطنين تحت سن الثامنة عشر، وكانت نسبة 0% بين الثامنة عشر والأربعة وعشرون عاماً، ونسبة 21.1% كانت واقعةً في الفئة العمرية ما بين الخامسة والعشرون حتى والأربعة وأربعون عاماً، ونسبة 42.1% كانت ما بين الخامسة والأربعون حتى الرابعة والستون، ونسبة 10.5% كانت ضمن فئة الخامسة والستون عاماً فما فوق. وتوزع التركيب الجنسي للسكان بنسبة 57.9% ذكور و42.1% إناث.

## وصلات خارجية
- The US50 - Cities and Towns in Montana State
- Montana Cities and Towns, Facts, Map, Flag, Colleges, Government, and More